# Hegoa
Hegoa (El sur en euskera), es una institución surgida en 1987 en el seno de la Universidad del País Vasco (UPV/EHU), y dedicada al estudio y la investigación de los problemas del desarrollo humano, la cooperación internacional y la educación para la transformación social. Desde el punto de vista jurídico, tiene una doble personalidad: como asociación civil sin fines de lucro y como instituto universitario. Tiene la sede principal en Bilbao, en el campus de Sarriko de la UPV/EHU. Hegoa pertenece a la Coordinadora de ONGD de Euskadi y es miembro fundador de la Red Española de Estudios del Desarrollo.

## Actividades

### Investigación
El área de investigación de Hegoa centra su trabajo en el análisis de diferentes variables y dimensiones del concepto de desarrollo humano. Ha profundizado en líneas de investigación sobre el desarrollo humano local, los conflictos y la rehabilitación posbélica, el análisis de la cooperación internacional, o las multinacionales, entre otras.
Entre el personal adscrito al instituto hay más de 40 profesores y profesoras, así como otro personal investigador. Gestiona el Programa de Doctorado en Estudios sobre Desarrollo, en cuyo marco se han realizado un buen número de tesis doctorales. Cuenta con varios grupos de investigación, en cuyo seno se llevan a cabo proyectos diversos.
Entre los resultados cabe destacar entre otros:
- la publicación del libro El incendio frío es el fruto de un proceso de investigación sobre los temas del hambre y el desarrollo,[5]
- la publicación en línea del Diccionario de Acción Humanitaria y Cooperación al Desarrollo,[6]
- la investigación sobre violaciones de derechos humanos en el Sahara occidental.[7]

### Formación y docencia
Hegoa imparte dos másteres oficiales sobre desarrollo, con titulación válida para todo el Espacio Europeo de Educación Superior, así como un máster propio de la UPV/EHU. Imparte asimismo cursos diversos de menor duración y de carácter monográfico sobre temas específicos relacionados con la problemática del desarrollo y/o la cooperación.

### Información y documentación
Hegoa cuenta con un Centro de Documentación especializado (biblioteca digital y presencial) con más de 20.000 registros bibliográficos, clasificados en un Tesauro propio con 1.100 descriptores o palabras claves que facilitan la recuperación de la información. Asimismo, tiene un área de publicaciones que edita libros y monografías, el boletín electrónico del CDOC o la colección Cuadernos de trabajo-Lan Koadernoak. Es miembro de REDIAL.

### Sensibilización y educación para el desarrollo
Hegoa organiza y participa en jornadas, congresos y otras actividades que fomentan el debate social sobre la transmisión de valores, la proyección de la problemática del desarrollo y el tratamiento de la misma, en colaboración con las organizaciones sociales y con la comunidad educativa, tanto del ámbito formal como informal.

### Asesoramiento técnico
Hegoa asesora en materia de cooperación al desarrollo a entidades diversas, públicas y privadas. La asesoría se realiza en temas relacionados con la planificación estratégica, la formación de equipos, la elaboración de análisis y diagnósticos o la gestión de convocatorias de subvenciones.

## Cargos directivos
A lo largo de su historia, el Instituto Hegoa ha tenido diferentes personas en el cargo de dirección, por orden cronológico: Koldo Unceta, Pedro Ibarra, Luis Guridi, Karlos Pérez de Armiño y, actualmente, Irantzu Media Azkue. Por su parte, la Asociación ha estado presidida por Koldo Unceta, Alfonso Dubois, Patxi Zabalo, Maribi Lamas, María José Martínez Herrero y, actualmente, Marian Díez. La actual Coordinadora General del Instituto Hegoa es Maite Fernández-Villa.